# 미국 육군의 군 목록
이 문서는 미국 육군의 야전군, 군집단 부대 목록이다.

## 군집단
제2차 세계 대전 동안에만 운영되었다.

제1군집단 (비실존, 비활성화)
제6군집단 (비활성화)
제12군집단 (비활성화)
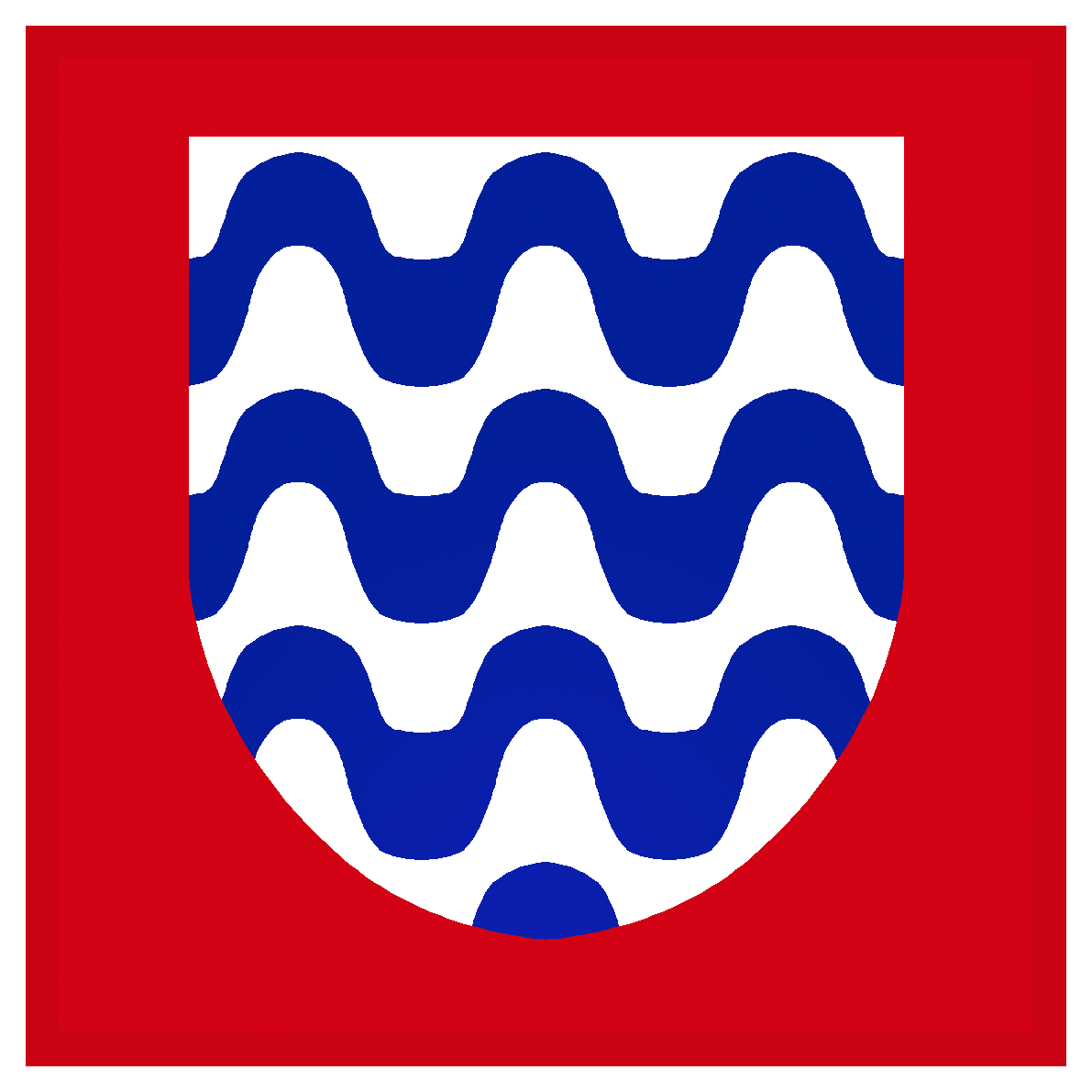
제15군집단 (비활성화)

## 야전군
1957년 1월 1일, 모든 야전군에 "미국(United States)" 명칭이 추가되었다.

제1연합공수군
제1군 (전력사령부)
제2군 (비활성화)
제3군 (미국 중부 육군)
제4군 (비활성화)
제5군 (미국 북부 육군)
제6군 (미국 남부 육군)
제7군 (미국 유럽 육군)
제8군 (주한 미군)
제9군 (미국 아프리카 육군)
제10군 (비활성화)
제14군 (비실존, 비활성화)
제15군 (비활성화)

## 같이 보기
- 미국의 군단 목록
- 미국 육군의 사단 목록
- 미국 육군의 여단 목록